# Parowa (powiat nidzicki)
Parowa (niem. Springborn) – osada leśna w Polsce położona w województwie warmińsko-mazurskim, w powiecie nidzickim, w gminie Nidzica. Miejscowość wchodzi w skład sołectwa Módłki.
W latach 1975–1998 miejscowość administracyjnie należała do województwa olsztyńskiego.